# Lucilla Agosti
Lucilla Agosti (Milano, 8 settembre 1978) è una conduttrice televisiva, conduttrice radiofonica e attrice italiana.

## Biografia
Figlia di Edoardo Agosti - medico radiologo milanese - e di una professoressa di disegno e storia dell'arte. Lucilla nasce e cresce a Milano con la sorella minore Cecilia e si forma come attrice studiando dal 1994 presso il Centro Teatro Attivo, con tra i docenti Valentina Garavaglia. Nel 1998 parte per Parigi per perfezionarsi nel teatro e nella danza, e qui si mantiene lavorando da cameriera e lavapiatti, accettando anche la proposta del fidanzato di un'amica di esibirsi nel proprio locale di burlesque; fa inoltre la clown in feste per bambini e sostituisce una commessa in un sexy shop. Ritornata a Milano, continua la sua formazione nel 1999 presso il Teatro Arsenale, e presso il Teatro Libero nel 2000. Nello stesso 2000 inizia a lavorare in teatro, recitando in un allestimento de La strana coppia, celebre commedia di Neil Simon, diretta dalla sua ex insegnante Valentina Garavaglia. Successivamente, giovanissima, si trasferisce a Roma lavorando a Cinecittà e affronta uno dei primi provini di Rete A e viene scelta per condurre dal 1º luglio 2002 al 17 settembre 2005 Azzurro, programma dedicato alla musica e agli artisti italiani.
Nell'estate 2004 conduce alcune serate live: il Main Stage all'Arezzo Wave Love Festival e la serata finale del concorso Voci Domani. Conduce, inoltre, Space Girls su Happy Channel e Guelfi e Ghibellini su Rai 2, ed appare come guest star in un episodio della sit-com Camera Café. Con la nascita della nuova All Music, abbandona la musica di Azzurro per passare a occuparsi di moda e lifestyle, al timone della trasmissione All Moda. Ottiene ruoli cinematografici in cortometraggi e lungometraggi, apparendo nei film La febbre (2005), di Alessandro D'Alatri, Il mercante di pietre (2006), di Renzo Martinelli, e Il seme della discordia (2008), di Pappi Corsicato, e nei cortometraggi Parole rubate (2004) e Divini incontri d'orgasmo (2005), entrambi diretti da Barbara Caggiati.
Continua a lavorare in vari programmi di All Music: Classifica di..., in cui intervista personaggi dello spettacolo svelando le loro preferenze musicali, Flycase, in cui accompagna ospiti musicali alla scoperta di una nazione dal punto di vista culturale e specialmente musicale e, infine, Tutti nudi, dove, vestita da geisha, commenta le esibizioni di spogliarello dilettanti. Inoltre, sempre su All Music, partecipa con Maccio Capatonda alla finta soap opera Intralci. Nel 2007 è protagonista con Ale e Franz di Buona la prima, un sit-show di Italia 1 basato totalmente sull'improvvisazione. Nello stesso anno approda anche a Radio Monte Carlo come conduttrice di RMC Magazine, insieme a Max Venegoni. L'inizio del 2008 la vede affiancare Elio e le Storie Tese alla conduzione del DopoFestival al Festival di Sanremo.
Su All Music è invece protagonista del nuovo comedy-talk Bionda anomala. Era stata scelta anche come conduttrice del Festivalbar 2008, in coppia con Teo Mammucari, ma la manifestazione è stata poi cancellata. Nell'aprile 2009 conduce su Raidue Italian Academy 2, talent show interamente dedicato alla danza. Nel 2010 è entrata a far parte del cast di Distretto di Polizia 10 nel ruolo dell'ispettore Barbara Rostagno in forza al X Tuscolano. Nell'inverno 2012 è stata anche impegnata in televisione come opinionista della nona edizione del reality L'isola dei famosi, su Rai 2, questa esperienza ha portato grande popolarità e l'ha consacrata al grande pubblico. All'inizio del 2013 ha condotto insieme a Jane Alexander la settima stagione del programma di Italia 1 Mistero. Dal 4 maggio 2015 conduce su La5 il nuovo programma Donna Moderna Live, un lifestyle show ispirato all'omonima rivista Donna Moderna con la Agosti che in queste 40 puntate dà consigli sulle nuove tendenze. Nello stesso periodo debutta su Sky con Italia's Got Talent? insieme a Rocco Tanica. Nel 2024 ha partecipato col ruolo di talpa alla quarta edizione del reality omonimo, in onda su Canale 5 con la conduzione di Diletta Leotta.

## Vita privata
È stata legata per quattordici anni ad Andrea Romiti, dal quale ha avuto tre figli: Cleo, nata il 31 gennaio 2011, Diego, nato il 29 dicembre 2013 e Alma nata il 3 novembre 2017. Nel 2020 ha conosciuto il compagno Vanni Oddera, ex stella del freestyle motocross.

## Programmi televisivi
- Azzurro (Rete A, 2002)
- All Moda (All Music, 2003-2005)
- Main Stage all'Arezzo Wawe Love Festival (All Music, 2004)
- Voci domani (All Music, 2004)
- Space Girls (Happy Channel, 2004)
- Guelfi e ghibellini (Rai 2, 2005)
- Classifica di... (All Music, 2006-2008)
- Flycase (All Music, 2006)
- Tutti nudi (All Music, 2007)
- Buona la prima! (Italia 1, 2007)
- DopoFestival (Rai 1, 2008)
- Bionda anomala (All Music, 2008-2009)
- Scalo 76 (Rai 2, 2008)
- Italian Academy 2 (Rai 2, 2009)
- Scalo 76 Talent (Rai 2, 2009)
- L'isola dei famosi (Rai 2, 2012) - opinionista
- Mistero (Italia 1, 2013)
- Donna Moderna Live (La5, 2015)
- Italia's Got Veramente Talent? (Sky, 2015)
- Tuttigiorni's Got Talent (Sky 2016)
- Grand Tour d'Italia - Sulle orme dell'eccellenza (Rete 4, 2018)
- Borghi ritrovati - Una sfida per una nuova vita (Rete 4, 2019)
- Hibe Show (Hibe, 2022)
- Energie in viaggio (Rete 4, 2023)
- La talpa (Canale 5, 2024) - concorrente, talpa
- Capodanno in musica - Torino in due atti (Sky Classica HD, 2025)

## Radio
- RMC Magazine (Radio Monte Carlo, 2007-2009)
- R101 (dal 2014)
  - Good Times
  - Capodanno in radio (2020-2021)
  - Enjoy the Weekend (2023)
  - Cari amici di R101 (dal 2023)
  - Oltre il Festival (2024)

## Filmografia

### Cinema
- La fabbrica del vapore, regia di Ettore Pasculli (2000)
- La febbre, regia di Alessandro D'Alatri (2005)
- Il mercante di pietre, regia di Renzo Martinelli (2006)
- Il seme della discordia, regia di Pappi Corsicato (2008)
- Armando Testa - Povero ma moderno, regia di Pappi Corsicato (2009)

### Cortometraggi
- Parole rubate, regia di Barbara Caggiati (2004)
- Divini incontri d'orgasmo, regia di Barbara Caggiati (2005)
- Colpo di sonno, regia di Stefano Bruno (2009)
- L'amante - 48 ore film project, regia di Giuseppe Peronace (2010)

### Televisione
- CentoVetrine, registi vari (2003-2004)
- Camera Café, registi vari (2004) guest star
- Intralci, regia di Maccio Capatonda (2006)
- Buona la prima!, registi vari (2007)
- Distretto di Polizia, regia di Alberto Ferrari (2010-2012)